# Rivière White (rivière Clova)
Pour les articles homonymes, voir Rivière Blanche.
La rivière White est un affluent de la rivière Clova, coulant au nord du fleuve Saint-Laurent, entièrement dans le territoire de La Tuque, dans la région administrative de la Mauricie, dans la province de Québec, au Canada.
Ce cours d’eau coule entièrement dans une petite vallée en zone forestière. Cette zone est sans villégiature.
La surface de la rivière White est généralement gelée du début de décembre jusqu’au début d’avril.

## Géographie
La rivière White prend sa source à l’embouchure du lac Fortier (longueur : 2,9 km ; altitude : 434 m), dans le territoire de la ville de La Tuque. L'embouchure de ce lac est situé à 19,9 km au sud-est du centre du village de Clova et à 168 km à l'est du centre du village de Senneterre (ville), à 41,6 km à l'ouest du centre du village de Parent et à 16,5 km au nord de la confluence de la rivière White.
À partir de l’embouchure du lac Fortier, la rivière White coule sur environ 20 km, selon les segments suivants :
- vers le nord-ouest, puis le sud-ouest, jusqu’au pont d’une route forestière ;
- vers l'ouest, puis le nord-ouest, jusqu’à la rive est du lac Singapore ;
- vers l'ouest, en traversant le lac Singapore (altitude : 424 m) sur sa pleine longueur, jusqu’à son embouchure ;
- vers l'ouest en traversant la limite entre les cantons de Fortier et de Douville, jusqu’à la rive est du lac Blanc ;
- vers l'ouest, en traversant le lac Blanc (altitude : 427 m) sur sa pleine longueur, jusqu’au barrage à l’embouchure ;
- vers le nord-ouest, jusqu’à la confluence de la rivière[2].

La rivière White se déverse dans le canton de Douville sur la rive est de la rivière Clova laquelle coule jusqu’au lac du Pain de Sucre ; ce dernier constitue le lac de tête de la rivière Gatineau ; cette dernière se déverse à son tour dans la rivière des Outaouais. Cette confluence de la rivière White est située à :
- au nord-est de la confluence de la rivière Clova ;
- au sud du centre du village de Clova ;
- à l'ouest du centre du village de Parent ;
- au sud-est du centre-ville de Senneterre.

## Toponymie
Le toponyme rivière White a été officialisé le 5 décembre 1968 à la Commission de toponymie du Québec.